# A Merca
A Merca település Spanyolországban, Ourense tartományban. A Merca San Cibrao das Viñas, Taboadela, Allariz, Rairiz de Veiga, A Bola, Celanova, Cartelle és Barbadás községekkel határos. Lakosainak száma 1916 fő (2024).

## Népesség
A település népessége az elmúlt években az alábbi módon változott:
| Lakosok száma | 2421 | 2341 | 2269 | 2254 | 2197 | 2078 | 1924 | 1913 | 1966 | 1916 |
|               | 2001 | 2004 | 2007 | 2009 | 2012 | 2014 | 2017 | 2019 | 2022 | 2024 |